# Pakostov
Pakostov (em húngaro: Zemplénpálhegy) é um município da Eslováquia, situado no distrito de Humenné, na região de Prešov. Tem 14,38 km² de área e sua população em 2018 foi estimada em 446 habitantes.

## Demografia
| Ano:        | 1994 | 2004   | 2014   | 2024   |
| ----------- | ---- | ------ | ------ | ------ |
| Broj ljudi: | 503  | 495    | 463    | 434    |
| Razlika:    |      | -1,59% | -6,46% | -6,26% |

| Ano:               | 2023 | 2024   |
| ------------------ | ---- | ------ |
| Número de pessoas: | 445  | 434    |
| Diferença:         |      | -2,47% |